# Acronicta cretatoides
Acronicta cretatoides là một loài bướm đêm trong họ Noctuidae.